# Lorrie Morgan
Loretta Lynn Morgan (nascida em 27 de junho de 1959, em Nashville, Tennessee) é uma cantora americana de música country. Ela é a filha de George Morgan, um cantor de música country que fez vários singles entre 1949 e sua morte em 1975. Lorrie Morgan cantou seu primeiro single em 1978, "Trainwreck of Emotion". Desde então, tem traçado mais de 25 singles na Billboard Hot Country Singles & Tracks, três desses singles atingiram o 1º lugar: "Five Minutes", "What Part of No" e "I Didn't Know My Own Strength". Morgan foi casada com três diferentes cantores: Keith Whitley, Jon Randall e Sammy Kershaw.

## Discografia
| Ano  | Álbum              |
| ---- | ------------------ |
| 1989 | Leave The Light On |
| 1991 | Something In Red   |
| 1992 | Watch Me           |
| 1994 | War Paint          |
| 1996 | Greater Need       |
| 1997 | Shakin' Things Up  |
| 1998 | Secret Love        |
| 2004 | Show Me How        |
| 2009 | I Walk Alone       |
| 2009 | A Moment in Time   |